# San Marco Evangelista
San Marco Evangelista é uma comuna italiana da região da Campania, província de Caserta, com cerca de 5.855 habitantes. Estende-se por uma área de 5 km², tendo uma densidade populacional de 1171 hab/km². Faz fronteira com Capodrise, Caserta, Maddaloni, Marcianise, San Nicola la Strada.

## Demografia
| Variação demográfica do município entre 1861 e 2011                               |
|                                                                                   |
| Fonte: Istituto Nazionale di Statistica (ISTAT) - Elaboração gráfica da Wikipedia |